# 金原久雄
金原 久雄（きんばら ひさお、1946年（昭和21年）9月29日 - ）は、日本の政治家。元愛知県蒲郡市長（3期）。旭日小綬章。

## 来歴・人物
愛知県出身。1972年、慶應義塾大学卒業。倉庫会社を経営。蒲郡青年会議所理事長、豊橋小売酒販組合理事長などを務めた。
1999年9月9日、蒲郡市長の鈴木克昌が衆院選・愛知14区から立候補する意向を表明。これを受けて9月14日、次期市長選への出馬を表明した。11月7日に行われた市長選挙で初当選。2007年、元市議会議長の大場久充、鈴木克昌の息子の鈴木基夫らを破り3選。
2011年、任期満了に伴い退任。
2017年 春の叙勲で地方自治功労により旭日小綬章を受章。2019年1月21日、蒲郡市名誉市民に推挙された。